# کیمونو، واکایاما
کیمونو، واکایاما (به لاتین: Kimino, Wakayama) یک منطقهٔ مسکونی در ژاپن است که در استان واکایاما واقع شده‌است. کیمونو  ۱۱٬۶۸۲ نفر جمعیت دارد.